# Критика (журнал)
Критика — ежемесячный журнал по социальной теории и культуре. Редакция располагалась в Будапеште. Выходил с 1963 года.
До 1972 года журнал составлялся редакцией Института литературных исследований Исследовательского центра Венгерской академии наук и Ассоциации венгерских писателей и издавался Академией Киадо. В это время журнал фактически прекратил существование из-за партийной критики, а с 1972 года — с тем же названием и периодичностью — издавался уже под руководством главного редактора Пала Панди и под опекой Hírlapkiadó Vállalat.
С 2006 года издается не только в печатном виде, но и в Интернете. Тем не менее, с февраля 2017 года не было опубликовано ни одного нового выпуска.

## Направление
Издание начиналось как журнал, приверженный марксистско-ленинской идеологии, основанной на эстетике реализма. В период с 1972 по 1983 год журналом руководил Пал Панди, профессиональный редактор, отличный знаток и практик венгерской литературы. На страницах «Критики» обсуждались многие вопросы литературной и культурной политики, в которых, помимо известных тогда критиков — Миклоша Алмаши, Иштвана Кирай — участвовали представители молодого поколения, в том числе Петер Агарди, Габор Рафис Хайду и Геза Васи . В более свободной атмосфере 1980-х годов и после смены режима журнал стал изданием демократической социальной теории, культурной и литературной критики. Его редактировали Иштван Шердахейи с 1984 года и Эрно Балог с 1989 года.
В то же время журнал «Социальная теория и культура» был одним из самых тиражируемых и цитируемых интеллектуальных органов. Это был чуть ли не единственный журнал, в котором рассматривались последние работы и постановки всех направлений искусства. В 1995 году журнал получил Мемориальную премию Джозефа Пулитцера. В 2013 году была организована конференция, посвященная 50-летию журнала.

## Редакция
В период с 1963-72 по 1965 год за выпуск журнала отвечала редакционная коллегия, членами которой были: Михай Чине, Йожеф Дарваш, Лайош Кишш, Кальман Ковач, Лайош Местерхази, Лайош Ниро, Иштван Сетер, Миклош Сабольчи.